# Ōyodo (tàu tuần dương Nhật)
Ōyodo (tiếng Nhật: 大淀), là một tàu tuần dương hạng nhẹ của Hải quân Đế quốc Nhật Bản, là chiếc duy nhất trong lớp của nó. Tên của nó được đặt theo sông Ōyodo tại Kyūshū, Nhật Bản. Ōyodo đã phục vụ trong Chiến tranh Thế giới thứ hai trước khi bị máy bay Mỹ đánh chìm ngày 28 tháng 7 năm 1945 tại Căn cứ Hải quân Kure.

## Bối cảnh
Thiết kế của Ōyodo được chấp thuận trong Chương trình Bổ sung Hải quân thứ tư 1939 như một phiên bản mở rộng và cải tiến của lớp Agano. Nó được thiết kế để trở thành soái hạm của các đội tàu ngầm tấn công. Ban đầu, kế hoạch dự định có tám chiếc trong lớp; tuy nhiên chỉ có hai chiếc được thực sự chấp thuận, và một chiếc duy nhất là Ōyodo được đặt lườn. Chiếc thứ hai trong lớp sẽ được đặt tên là Niyodo (仁淀); tuy nhiên, ngay sau khi Ōyodo được hoàn tất, mọi nguồn lực về đóng tàu tại Xưởng hải quân Kure được chuyển sang để đóng thêm nhiều tàu sân bay, và kế hoạch Niyodo bị hủy bỏ.

## Thiết kế
Cho dù có một cấu trúc lườn tổng quát giống như của lớp Agano, vũ khí trang bị có sự khác biệt cả về thành phần lẫn sự sắp xếp, và vỏ giáp bảo vệ được lược bỏ bớt. Phù hợp với chiến lược tàu ngầm hiện đại của Nhật Bản, lớp Ōyodo sẽ là soái hạm của các hải đội tàu ngầm tuần tiễu. Với mục đích này, Ōyodo sẽ mang theo cho đến tối đa sáu thủy phi cơ Kawanishi E15K1 Shiun đang được phát triển; tuy nhiên, nhu cầu về kiểu máy bay này chỉ được đặt ra vào giữa năm 1939.
Dàn pháo chính của Ōyodo bao gồm sáu khẩu pháo 155 mm (6,1 inch) 60 caliber Kiểu 3 bố trí trên hai tháp pháo ba nòng đôi sắp xếp theo cách thông thường. Kiểu pháo này nguyên được phát triển như là vũ khí mục đích kép (chống hạm và phòng không) cho lớp tàu tuần dương hạng nặng Mogami; khi những chiếc này được tái cấu trúc vào những năm 1930, các tháp pháo 155 mm ba nòng của chúng được tháo dỡ thay thế bằng các tháp pháo 203 mm (8 inch) nòng đôi. Giờ đây, các tháp pháo 155 mm ba nòng dư thừa được trang bị cho Ōyodo cũng như cho lớp thiết giáp hạm Yamato. Tốc độ bắn 5 đến 6 phát mỗi phút của chúng tương đối chậm và góc nâng bị giới hạn ở 55 độ làm cho chúng không phù hợp trong vai trò phòng không, nhưng lại là những vũ khí đối hạm xuất sắc.
Toàn bộ dàn hỏa lực chính đều được đặt trước cấu trúc thượng tầng và hướng ra phía trước, một cách sắp xếp giống như trên các thiết giáp hạm Nelson của Anh, Dunkerque và Richelieu của Pháp cũng như lớp tàu tuần dương hạng nặng Tone của chính Hải quân Nhật Bản. Giống như lớp Tone, Ōyodo được dự định có vai trò tàu tuần dương tuần tiễu, nên toàn bộ sàn tàu phía sau cấu trúc thượng tầng được dành cho các phương tiện hỗ trợ máy bay. Cũng do vai trò được dự định, nó không được trang bị ống phóng ngư lôi, khiến Ōyodo trở thành lớp tàu tuần dương Nhật Bản duy nhất không được trang bị kiểu vũ khí này. Trọng lượng tiết kiệm được sử dụng để mở rộng số máy bay mang theo (cho đến sáu chiếc) và một máy phóng hạng nặng dài 45 m (148 ft) cần thiết cho kiểu thủy phi cơ mới E15K1.
Dàn hỏa lực phòng không hạng nặng của Ōyodo bao gồm tám khẩu 100 mm (3,9 inch)/65 calibre Kiểu 98 bố trí trên bốn tháp súng nòng đôi. Những khẩu pháo này giống như loại được trang bị cho lớp tàu khu trục Akizuki cũng như dự định trang bị cho lớp tàu tuần dương B64 vốn chưa bao giờ được chế tạo. Đây được xem là kiểu vũ khí phòng không tốt nhất của Nhật Bản trong cuộc chiến tranh; nhưng khuyết điểm chính là có tuổi thọ phục vụ khá ngắn, hậu quả của lưu tốc đầu đạn lớn 1.000 m/s và tốc độ bắn cao 15–20 phát mỗi phút. Dàn hỏa lực phòng không còn lại bao gồm kiểu 25 mm/60 caliber Kiểu 96 thông dụng, vốn dựa trên thiết kế Hotchkiss của Pháp nhưng là một vú khi phòng không rất xoàng với tốc độ bắn có hiệu quả thấp, tốc độ nâng và xoay nòng pháo chậm, và không có được sự điều khiển từ xa hiệu quả.
Kiểu thủy phi cơ E15K1 Shiun (tên mã của Đồng Minh là "Norm") được dự định để thực hiện trinh sát cho hải đội tàu ngầm trong một khu vực mà đối phương chiếm được ưu thế trên không, và do đó phải đối đầu với những máy bay tiêm kích đặt căn cứ từ đất liền. Để đạt được điều đó, chiếc máy bay được thiết kế với hai phao nổi cân bằng dưới cánh có thể xếp lại được, và một phao nổi lớn giữa thân có thể phóng bỏ nhằm cải thiện tính năng bay trong không chiến.
Tuy nhiên, trong khi tích hợp điều này cùng nhiều cải tiến khác, chiếc máy bay chưa bao giờ hoạt động như được thiết kế, và việc phát triển đầy trục trặc khiến cho chỉ có bốn chiếc được đưa ra hoạt động vào năm 1942, và tổng cộng chỉ có 15 chiếc được hoàn tất. Sáu chiếc đã được gửi đến Palau nơi Ōyodo đặt căn cứ để thử nghiệm hoạt động. Cho dù được trang bị động cơ mạnh hơn, E15K1 nặng hơn khoảng 500 kg so với kiểu Aichi E13A1 "Jake" thông dụng, nó có tính năng bay kém và nhanh chóng bị máy bay tiêm kích đối phương bắn rơi. Kết quả là việc sản xuất chiếc máy bay, vốn chỉ vừa mới bắt đầu, bị ngừng lại và toàn bộ chương trình E15K1 kết thúc vào đầu năm 1944. Vì vậy Ōyodo chưa bao giờ hoạt động nhiều hơn hai máy bay, đặc biệt là sau đợt tái trang bị khi kho chứa máy bay rộng lớn được cải biến cho những mục đích sử dụng khác.
Vì lớp tàu này lớn hơn và có trọng lượng rẽ nước nặng hơn Agano, hệ thống động lực được trang bị cũng được nâng cấp, sản sinh một công suất 110.000 mã lực đủ để duy trì cùng một tốc độ 65 km/h (35 knot) như lớp Agano. Tầm xa hoạt động được thiết kế của Ōyodo cũng khá lớn, đạt được 18.500 km (10.500 hải lý).

## Lịch sử hoạt động

### Các hoạt động ban đầu
Sau khi hoàn tất, vào ngày 26 tháng 7 năm 1943, Ōyodo gia nhập hạm đội tại Truk thuộc quần đảo Caroline, căn cứ chính của Hải quân Nhật Bản tại Trung Thái Bình Dương. Vào tháng 12 năm 1943, Ōyodo tham gia hoạt động tăng cường cho lực lượng trú đóng tại Rabaul và Kavieng; khi đó Ōyodo vừa trở thành soái hạm cho Hạm đội 3 của Phó Đô đốc Jisaburo Ozawa. Trong khi quay trở lại Truk vào ngày 1 tháng 1 năm 1944 Ōyodo bị hư hại nhẹ bởi cuộc tấn công của máy bay Mỹ thuộc Đội Đặc nhiệm 50.2. Trong tháng tiếp theo, tình báo vô tuyến Nhật Bản thu được thông tin Mỹ sắp mở một cuộc không kích lớn xuống Truk, nên mọi đơn vị tàu nổi tại đây, bao gồm Ōyodo, được nhanh chóng rút khỏi căn cứ; sau đó nó được chuyển đến Palau. Trong tháng 3 căn cứ này lại bị đe dọa, và Ōyodo rút lui về Singapore. Trong chuyến đi này, con tàu tuần dương là một trong những tàu hộ tống cho thiết giáp hạm Musashi, khi chiếc này bị hư hại do trúng phải ngư lôi phóng từ tàu ngầm Tunny.

### Soái hạm cuối cùng của Hạm đội Liên Hợp
Đến đầu năm 1944, người ta nhận thức qua diễn biến của cuộc chiến cùng sự thất bại của chương trình phát triển thủy phi cơ E15K1 rằng Ōyodo không thể đáp ứng vai trò như được thiết kế ban đầu. Vì vậy nó được cho quay về Căn cứ Hải quân Yokosuka, Kanagawa vào tháng 3 năm 1944 để thay thế máy phóng hạng nặng bằng kiểu tiêu chuẩn ngắn hơn (18 m/59 ft), nhận lên tàu hai thủy phi cơ tiêu chuẩn Aichi E13A1, và hầm chứa máy bay được cải biến thành sở chỉ huy của Ban tham mưu Hạm đội. Vì vậy Ōyodo được cải biến thành soái hạm cuối cùng của Hạm đội Liên Hợp. Trong đợt tái trang bị này, nó còn được bổ sung sáu khẩu đội 25 mm Kiểu 96 ba nòng và 11 khẩu đội nòng đơn, nâng tổng số pháo phòng không 25 mm của Ōyodo lên 47 nòng. Ngoài ra, một hệ thống radar dò tìm mặt đất Kiểu 22 cũng được trang bị.
Công việc tái trang bị và cải biến hoàn tất vào cuối tháng 3 năm 1944, và sau vài chuyến đi qua lại giữa các cảng tại Nhật Bản, Ōyodo rời Yashima vào ngày 20 tháng 10 năm 1944 hướng đến Philippines như một phần của Chiến dịch Sho-Ichi-Go ("Chiến thắng số 1"), hay trận chiến vịnh Leyte. Mục đích của chiến dịch là đẩy lùi cuộc tấn công của lực lượng Mỹ tại Philippines. Ōyodo nằm trong thành phần Lực lượng Cơ động Phía Bắc của Phó Đô đốc Ozawa, có nhiệm vụ nhữ mồi các tàu sân bay Mỹ tách xa khỏi đòn tấn công chủ lực của Nhật Bản. Lực lượng nhữ mồi bao gồm nhiều tàu sân bay cũ hiện đang thiếu thốn máy bay, tàu tuần dương và tàu khu trục. Ōyodo là tàu chiến duy nhất trong lực lượng của Ozawa có thủy phi cơ trinh sát, và cả hai chiếc E13A1 đã thực hiện nhiệm vụ trinh sát và tuần tra chống tàu ngầm bên trên toàn hạm đội.
Ngày 25 tháng 10 năm 1944, ngoài khơi mũi Engaño, Lực lượng Phía Bắc của Ozawa bị máy bay từ tàu sân bay của Lực lượng Đặc nhiệm 38 dưới quyền Phó Đô đốc Marc A. Mitscher tấn công, với tổng cộng 527 phi vụ chia làm năm đợt. Trong đợt tấn công thứ nhất, Ōyodo chịu đựng hai quả bom ném suýt trúng, và đến 08 giờ 48 phút nó trúng một quả bom làm hư hại phòng nồi hơi số 4. Đến 10 giờ 54 phút, Phó Đô đốc Ozawa rời chiếc tàu sân bay Zuikaku đang chìm và chuyển cờ hiệu của mình sang Ōyodo. Sau đó ông ra lệnh cho lực lượng dưới quyền rút lui về phía Bắc. Cuối ngày hôm đó, Ōyodo còn trúng phải hai rocket từ những máy bay tiêm kích-ném bom F6F Hellcat cùng những hư hại của thêm một quả bom ném suýt trúng. Ōyodo và những tàu còn sống sót về đến vịnh Sakawa thuộc Amami-Oshima vào ngày hôm sau.

### Giai đoạn cuối cùng của chiến tranh

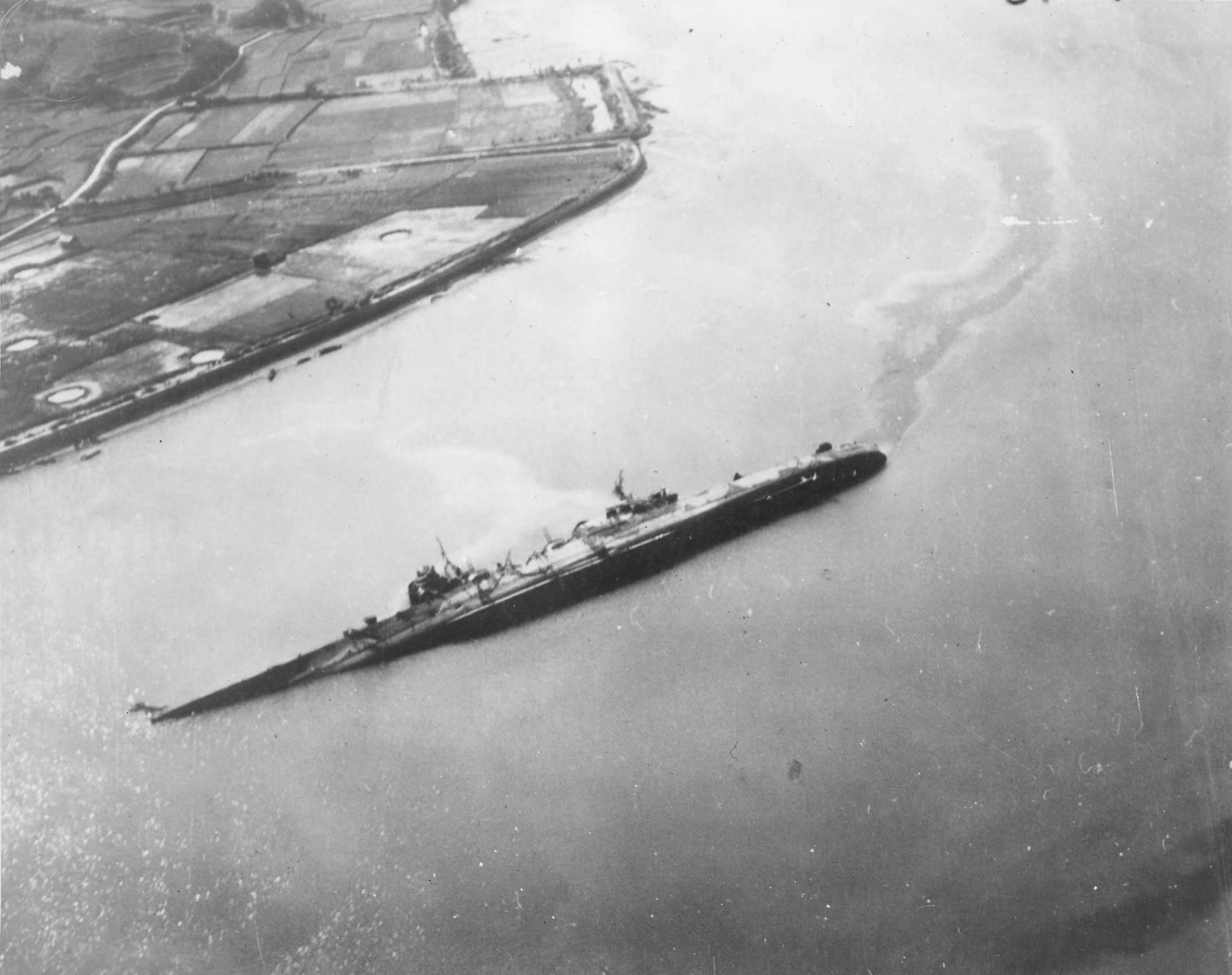
Ōyodo chìm trong vùng nước nông gần Kure

Vài ngày sau Ōyodo được gửi đến Manila trong một chuyến đi vận chuyển, và đến nơi vào ngày 1 tháng 11 năm 1944. Trong suốt thời gian còn lại của năm, Ōyodo tích cực tham gia nhiều hoạt động chung quanh Brunei, Cam Ranh và Philippines, tấn công các đoàn tàu vận tải Mỹ, bắn pháo các vị trí đất liền và đối đầu cùng các đơn vị Hải quân Mỹ. Cho dù nhiều chiếc cùng hoạt động bị hư hại hoặc bị đánh chìm trong các đợt hoạt động, Ōyodo vẫn được an toàn.
Đến tháng 1 năm 1945, Ōyodo đi đến Singapore, nơi nó nhận lên tàu 300 tấn cao su, kẽm, thủy ngân, thiếc và dầu mỏ. Các tàu khác cùng đơn vị cũng được chất đầy các hàng tiếp liệu đang rất cần thiết tại chính quốc Nhật Bản. Ngày 11 tháng 2 năm 1945, đơn vị của Ōyodo, "Hạm đội Hoàn tất", rời Singapore hướng về Nhật Bản, và trên đường đi đã thoát khỏi sự truy đuổi và tấn công của 23 tàu ngầm Đồng Minh. Lực lượng về đến Kure, Hiroshima vào ngày 20 tháng 2 năm 1945.
Ōyodo ở lại Kure cho đến hết cuộc chến tranh. Ngày 19 tháng 3 năm 1945, máy bay từ tàu sân bay của Lực lượng Đặc nhiệm 58 dưới quyền Phó Đô đốc (sau này là Đô đốc) Marc A. Mitscher mở cuộc không kích đầu tiên bằng tàu sân bay xuống Xưởng hải quân Kure. Hơn 240 máy bay (bao gồm máy bay ném bom bổ nhào SB2C Helldiver cùng Máy bay tiêm kích-ném bom F4U Corsair và F6F Hellcat) đã tấn công Hạm đội Nhật Bản. Ba quả bom 225 kg (500 lb) đánh trúng Ōyodo, nó bắt đầu bị ngập nước, nhưng được cho kéo đến Etajima, Hiroshima và cho mắc cạn tại đây.
Ngày 24 tháng 7 năm 1945, Lực lượng Đặc nhiệm 38 tung ra đợt không kích lớn kéo dài cả ngày nhằm tiêu diệt mọi đơn vị còn lại của Hải quân Nhật Bản. Ōyodo bị bắn phá và trúng bốn quả bom 225 kg (500 lb) cùng nhiều quả suýt trúng khiến nó bị nghiêng sang mạn phải. Bốn ngày sau, một đợt không kích kéo dài cả ngày khác được các tàu sân bay Mỹ tung ra. Ōyodo trúng thêm bốn quả bom; đến 10 giờ 00 những phát đánh trúng gần cầu tàu đã gây ngập lan rộng và Ōyodo nghiêng nặng sang mạn phải. Đến 12 giờ 00, nó lật nghiêng sang mạn phải và chìm ở vùng nước nông. Có khoảng 300 thủy thủ bị thiệt mạng, số còn sống sót được lệnh bỏ tàu vào xế chiều ngày hôm đó.
Ōyodo được rút khỏi danh sách Đăng bạ Hải quân vào ngày 20 tháng 11 năm 1945.
Xác tàu đắm của Ōyodo được trục vớt vào các ngày 18-20 tháng 9 năm 1947 và được kéo về Kure vào ngày 20 tháng 12 năm 1947. Nó được tháo dỡ tại Kure – xưởng tàu mà nó được hoàn tất chỉ vài năm trước đó – từ ngày 17 tháng 1 đến ngày 1 tháng 8 năm 1948.

## Danh sách thuyền trưởng
- Yoshioki Tawara (sĩ quan trang bị trưởng): 31 tháng 12 năm 1942 - 1 tháng 1 năm 1943
- Nam tước Sadatoshi Tomioka (sĩ quan trang bị trưởng): 1 tháng 1 năm 1943 - 28 tháng 2 năm 1943
- Nam tước Sadatoshi Tomioka: 28 tháng 2 năm 1943 - 29 tháng 8 năm 1943
- Katsukiyo Shinoda: 29 tháng 8 năm 1943 - 6 tháng 5 năm 1944
- Toshio Abe: 6 tháng 5 năm 1944 - 15 tháng 8 năm 1944
- Kakuro Mutaguchi: 15 tháng 8 năm 1944 - 25 tháng 2 năm 1945
- Tadashi Matsuura: 25 tháng 2 năm 1945 - 15 tháng 5 năm 1945
- Shoichi Taguchi: 15 tháng 5 năm 1945 - 28 tháng 7 năm 1945

## Những chiếc trong lớp
| Tàu                 | Đặt lườn            | Hạ thủy            | Hoạt động           | Số phận                          |
| Ōyodo (大淀) (136)  | 14 tháng 2 năm 1941 | 2 tháng 4 năm 1942 | 28 tháng 2 năm 1943 | Bị đánh chìm 28 tháng 7 năm 1945 |
| Niyodo (仁淀) (137) |                     |                    |                     | Kế hoạch chế tạo bị hủy bỏ       |